# Jim Goldberg
Pour les articles homonymes, voir Goldberg.
Photographe américain né le 3 juin 1953 à New Haven (États-Unis), Jim Goldberg vit et travaille à San Francisco. Il enseigne au California College of Arts and Crafts.

## Biographie
Il intègre Magnum Photos en 2002 et devient membre en 2006. Il a étudié la photographie au San Francisco Art Institute. Son travail, proche du documentaire, combine textes et images, et entend donner une voix à des populations dont le sort est passé sous silence.
Jim Goldberg a reçu un grand nombre de récompenses dont la bourse Guggenheim, le Hasselblad Award et le prix Henri-Cartier-Bresson (2007). Son travail a été exposé dans de nombreuses institutions internationales ces 25 dernières années, et fait partie de prestigieuses collections dont le San Francisco Museum of Modern Art, le Getty Center de Los Angeles, la Corcoran Gallery of Art de Washington et le MoMA de New York. Il est représenté par la galerie Pace/MacGill à New York et la Stephen Wirtz Gallery à San Francisco.

## Expositions collectives
- 2009 : Ça me touche, les invités de Nan Goldin, Rencontres d'Arles, France.

## Publications
- Rich and Poor, Random House, 1985
- Raised by Wolves, Scalo, 1997